# Koku
Un koku (石?) è la quantità di riso, definita storicamente, come quella sufficiente a nutrire una persona per un anno, pari a 180,39 litri e a circa 150 chilogrammi.
Durante il periodo Edo della storia del Giappone il valore di ogni han veniva valutato ed espresso in koku. Il più piccolo aveva un valore di 10.000 koku ed il più grande (escludendo lo shōgun) era detto "dominio da un milione di koku". Molti samurai inclusi gli hatamoto, ricevevano uno stipendio in koku, mentre altri erano pagati normalmente. I domini della regione di Tōhoku e dell'Hokkaidō dove il riso non poteva essere coltivato venivano comunque valutati in koku, ma il loro valore non veniva corretto ogni anno. Pertanto alcuni ebbero economie più importanti di quanto indicato dal loro valore in koku e poterono sostenere progetti di sviluppo.
Il koku venne anche usato per misurare la capacità di trasporto di una nave (indicava quanto riso sarebbe stato possibile caricarci). Le navi più piccole trasportavano 50 koku, mentre le più grandi 1.000 koku (queste ultime erano in realtà i vascelli da guerra di dimensioni maggiori posseduti dallo shogunato).
Nel periodo Meiji l'unità di misura del koku venne abolita a favore del sistema metrico internazionale.
Lo Hyakumangoku Matsuri di Kanazawa, celebra il raggiungimento della produzione di 1.000.000 koku da parte della città.